# Новая национальная партия (Гренада)
Новая национальная партия (англ. New National Party) — гренадская консервативная политическая партия. Основана в 1984 году, после свержения марксистского правительства в результате американской интервенции. Находилась у власти в 1984—1989, 1995—2008, 2013—2022 годах.

## Предыстория
С 1955 года на Гренаде действовала правая Национальная партия (GNP), основанная Гербертом Блейзом. GNP выражала интересы городского среднего класса и сельских землевладельцев, противостояла Объединённой лейбористской партии (GULP) Эрика Гейри, опирающейся на социальные низы. Партия Герберта Блейза находилась у власти в 1960—1961, 1962-1967 годах.
Участвовала в выборах 1976 в составе Народного альянса, в  который входил председатель правительства Гренады с 1979 по 1982 Морис Бишоп.
В марте 1979 года на Гренаде произошёл переворот, к власти пришла партия Новое движение ДЖУЭЛ во главе с Морисом Бишопом. Марксистское правительство фактически запретило политическую оппозицию.

## Создание
В октябре 1983 года в результате фракционного конфликта был свергнут и убит Морис Бишоп, а спустя несколько дней интервенция США и «пяти восточнокарибских демократий» свергла режим Корда—Остина. Власть перешла к Временному консультативному совету под председательством Николаса Брэтуэйта. Одной из задач переходного правительства стало проведение парламентских выборов. Сторонники идей Бишопа, объединившиеся в партию его имени (MBPM) не имели серьёзной поддержки, но представлялось реальным возвращение к власти Эрика Гейри. Такая перспектива также не устраивала большую часть гренадского общества и администрацию США.
В августе 1984 года Национальная партия Герберта Блейза, Демократическое движение Гренады Фрэнсиса Алексиса, Национально-демократическая партия Джорджа Бризана и Христианско-демократическая лейбористская партия Уинстона Уита учредили Новую национальную партию (NNP). Лидером NNP стал Герберт Блейз.
NNP одержала победу на выборах, получив 58 % голосов (против 36 % GULP и 5 % MBPM). Премьер-министром стал Герберт Блейз. Он проводил курс тесного военно-политического сотрудничества с США. Американские инструкторы занимались подготовкой гренадской полиции. Экономическая политика строилась на освоении американской помощи. Ставка делалась на развитие туристического кластера, максимальное привлечение иностранных, прежде всего американских инвестиций. Был достроен международный аэропорт (строительство начато кубинцами в порядке сотрудничества с правительством Бишопа), созданы несколько небольших сборочных предприятий. Социальные программы времён Бишопа, прежде всего система бесплатного образования, были демонтированы. В целом правительство расценивалось как «честное, но малокомпетентное».

## Власть и оппозиция
В 1987 году из NNP вышли Фрэнсис Алексис и Джордж Бризан. Причиной стали разногласия по социальной и трудовой политике — Алексис и Бризан выступали с популистских позиций. Они создали Национально-демократический конгресс (NDC). Ещё раньше ушли лейбористы-демохристиане Уинстона Уита. В конце 1989 партию покинул Герберт Блейз, вскоре после этого скончавшийся. Правительство NNP короткое время возглавлял Бен Джонс.
На выборах 1990 года победу одержал либерально-центристский NDC, правительство возглавил Николас Брэтуэйт. В 1995 году к власти вернулась NNP во главе с Китом Митчеллом. Партия оставалась у власти следующие 13 лет, причём на выборах 1999 года завоевала все места в палате представителей. Эти успехи объяснялись быстрым ростом гренадской экономики во второй половине 1990-х годов. Начало 2000-х осложнило ситуацию: теракты 11 сентября 2001 года снизили туристический поток из США, сильные разрушения причинили ураганы «Иван» и «Эмили». Выборы 2003 принесли NNP заметные потери, хотя партия сохранила парламентское большинство.
В 2008 году выборы выиграл NDC, правительство возглавил Тиллман Томас. Перед выборами 2013 года один из лидеров NDC Винсент Робертс обвинил NNP в связях с «русской мафией» и получении финансирования от российских криминальных структур. Эти обвинения не удалось доказать, и в начале 2014 года Робертсу пришлось принести публичные извинения Киту Митчеллу.
На выборах в феврале 2013, NNP одержала победу, получив почти 59 % голосов и все 15 мандатов в палате представителей. Кит Митчелл вернулся на пост премьер-министра.
На выборах в марте 2018, NNP вновь победила, также получив почти 59 % голосов и все 15 мандатов в палате представителей. Кит Митчелл остался на посту премьер-министра.
Несмотря на значительную поддержку избирателей, NNP и правительство Митчелла сталкивались с жёстким противодействием лейбористов (продолжателей традиции гейризма) и теневых криминально-политических сообществ.
На выборах в июне 2022, партия потерпела поражение, получив 47,8 % голосов и 6 мандатов в палате представителей.

## Международные связи
Гренадская Новая национальная партия входит в Карибский демократический союз — региональную структуру Международного демократического союза.